# 阿门多埃拉 (马塞杜-迪卡瓦莱鲁什)
阿门多埃拉是葡萄牙布拉干萨区的一个堂区。总面积15.54平方公里，总人口490人，人口密度31.5人/平方公里。